# Walt Becker
Walter William Becker (Hollywood, 16 settembre 1968) è un regista e attore statunitense, divenuto popolare dopo aver girato Maial College (Van Wilder).

## Biografia
Si è laureato nel 1995 alla USC School of Cinema-Television. Nel 1999 ha pubblicato il romanzo fantasy Link, nel quale configura la scoperta dell'anello mancante tra l'uomo e la scimmia.

## Vita privata
È sposato ed ha un figlio di nome Wyatt.

## Filmografia

### Regista

#### Cinema
- Maial College (Van Wilder, 2002)
- Mai dire sempre (Buying the Cow, 2002)
- Svalvolati on the road (Wild Hogs, 2007)
- Daddy Sitter (Old Dogs, 2009)
- Alvin Superstar - Nessuno ci può fermare (Alvin and the Chipmunks: The Road Chip, 2015)
- Clifford - Il grande cane rosso (Clifford the Big Red Dog) (2021)

#### Televisione
- 1321 Clover – film TV (2007)
- Glory Daze – serie TV, episodi 1x01-1x02-1x04 (2010)
- Sullivan & Son - serie televisiva, episodio 2x03 (2013)
- Kirby Buckets - serie televisiva, 4 episodi (2014-2015)

### Attore
- Maial College (Van Wilder), regia di Walt Becker (2002)

### Sceneggiatore
- Mai dire sempre (Buying the Cow), regia di Walt Becker (2002)
- Glory Daze – serie TV, 10 episodi (2010-2011)
- Do It Yourself regia di James Widdoes (2014) - film TV

## Libri
- (EN) Link, HarperCollins, 1999, ISBN 0-688-15822-6.